# Вожд
Вожд е владетелска титла, обикновено в племенните общества или други малки автономни единици. Синоним е на повелител, водач, глава. Функциите на вожда варират и не са много ясно дефинирани. За първи път тази титла възниква в първобитнообщинния строй.